# Arthur Auwers
Georg Friedrich Julius Arthur von Auwers (12 de setembre de 1838, Göttingen - 24 de gener de 1915, Groß-Lichterfelde) fou un astrònom alemany.
Treballà a Königsberg (actualment Kaliningrad). S'especialitzà en astrometria, fent mesures molt precises del moviment i posicions estel·lars. Detectà l'estel company de Sírius i Proció pels seus efectes en l'estel principal, abans que els telescopis fossin prou poderosos per visualitzar-ho i observar-ho.

## Premis
- Medalla d'or de la Societat Reial Astronòmica el 1888.
- Medalla James Craig Watson el 1891.
- Medalla Bruce el1899.
- Cràter Auwers a la Lluna.